# Metabalta albipes
Metabalta albipes is een hooiwagen uit de familie Gonyleptidae.